# Coroana glandului penisului

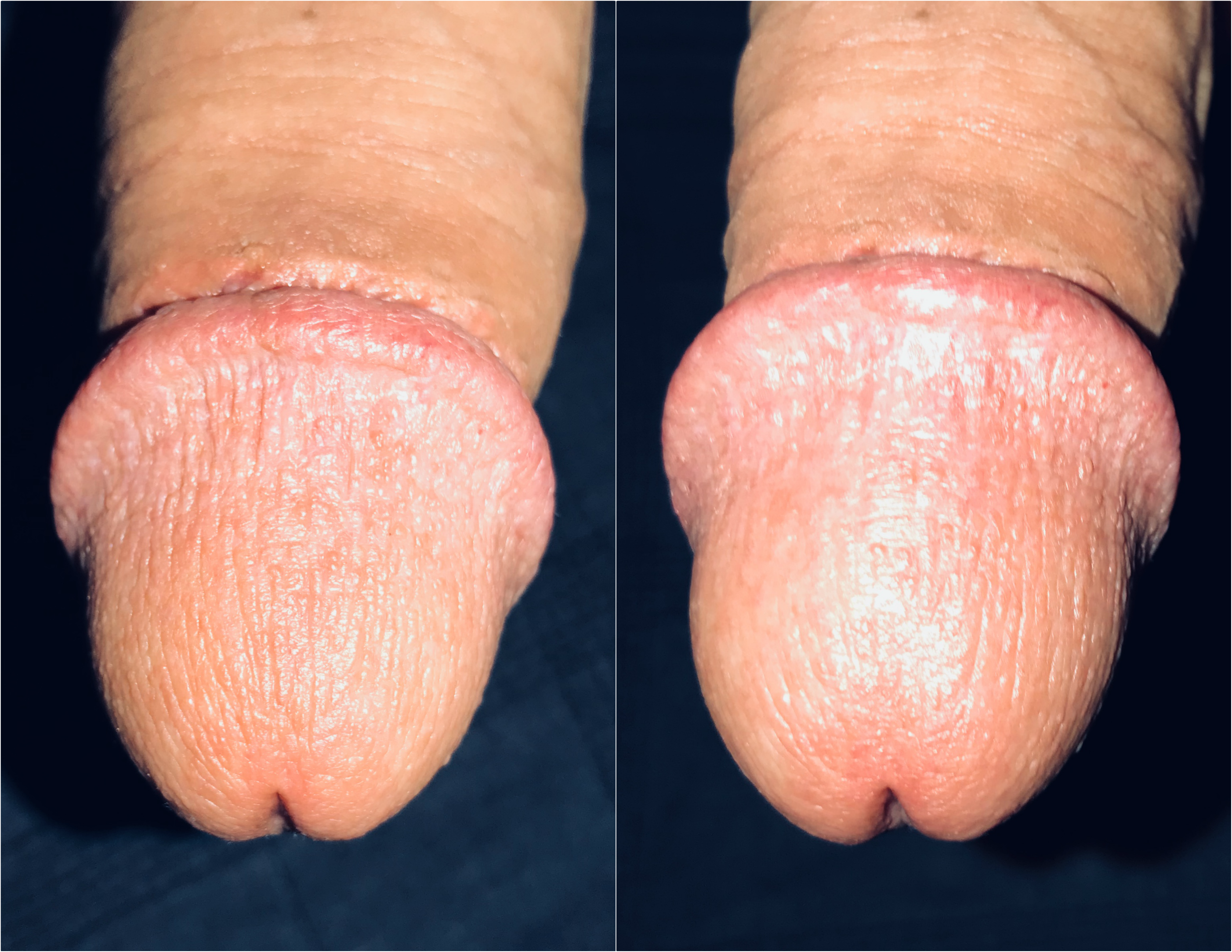
Coroana glandului - comparativ: stânga - gland relaxat, dreapta - gland încordat

Coroana glandului penisului se referă la circumferința bazei glandului penisului la bărbați, care formează o bordură  rotunjită, proeminentă și închisă la culoare, mai ales când penisul este erect, ce acoperă retroglandular profund un șanț numit scizura coronală, în spatele căruia se află gâtul penisului. 

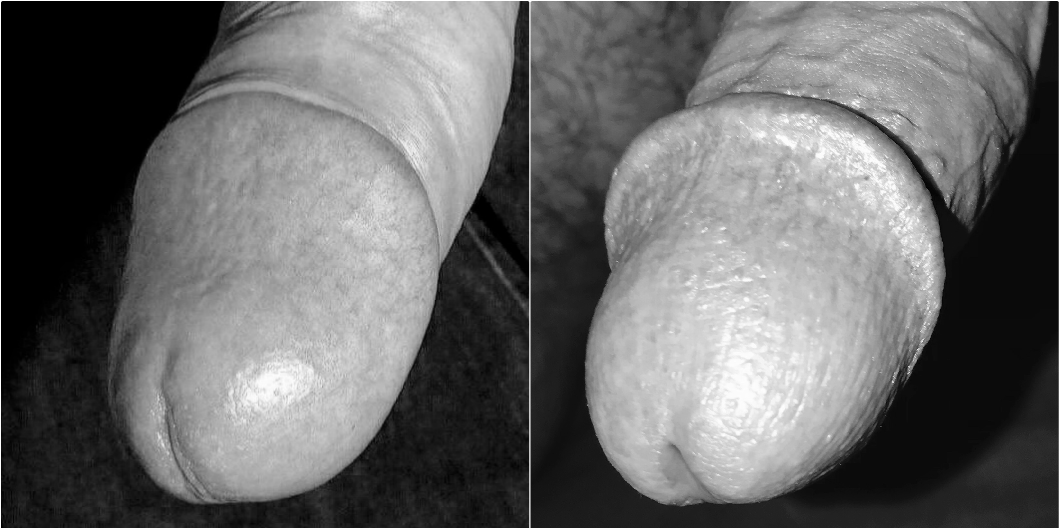
Coroana glandului penisului (comparativ - stânga - necircumcis și dreapta - circumcis)

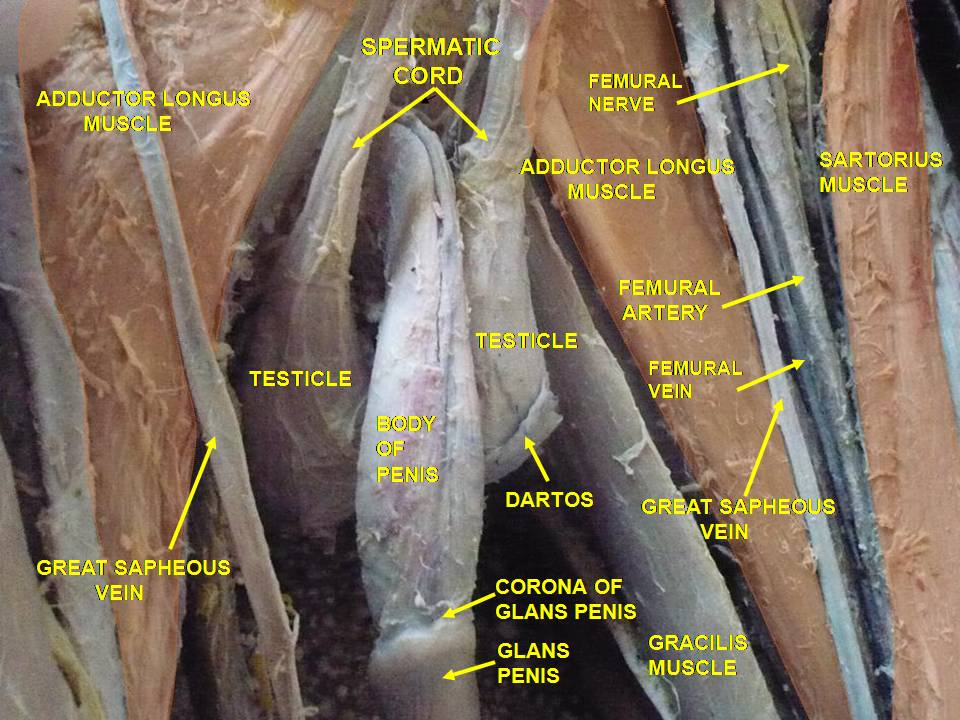
Vedere anterioară, în disecție profundă, a coroanei glandului penisului

## Vezi și
- penis
- glandul penisului
- frenul prepuțului
- prepuț